# Dzikie żądze
Dzikie żądze (ang. Wild Things) – amerykański film fabularny, którego światowa premiera miała miejsce 20 marca 1998 roku. W filmie zagrali m.in.: Kevin Bacon, Neve Campbell, Matt Dillon i Denise Richards. Powstały też sequele filmu: Dzikie żądze 2 (2004) oraz Dzikie żądze: Nieoszlifowane diamenty (2005), zrealizowane na potrzeby telewizji.

## Opis fabuły
Dwie piękne dziewczyny, uczennice college'u, Kelly (Denise Richards) i Suzie (Neve Campbell) oskarżają nauczyciela (Matt Dillon) o gwałt. Okazuje się jednak, że nastolatki kłamią i mężczyzna zostaje uniewinniony. Wkrótce wychodzi na jaw, że fałszywe oskarżenie było jedynie elementem większej intrygi.

## Główne role
- Kevin Bacon - Ray Duquette
- Matt Dillon - Sam Lombardo
- Neve Campbell - Suzie Toller
- Theresa Russell - Sandra Van Ryan
- Denise Richards - Kelly Van Ryan
- Daphne Rubin-Vega - Gloria Perez
- Robert Wagner - Tom Baxter
- Bill Murray - Ken Bowden
- Carrie Snodgress - Ruby
- Jeff Perry - Bryce Hunter
- Cory Pendergast - Jimmy Leach
- Marc Macaulay - Walter
- Toi Svane Stepp - Nicole